# The Back-up Plan (Glee)
The Back-up Plan er den 18. episode af den femte sæson af amerikanske tv-serie Glee, og er den 106. episode overordnet set. Episoden er skrevet af Roberto Aguirre-Sacasa og er instrueret af Ian Brennan. Episoden blev vist på Fox den 29. april 2014 i USA.

## Synopsis
Den nyslåede Broadway-stjerne Rachel Berry (Lea Michele) laver en audition til en tv-pilot, hvilket kan fratage hende hendes ledende rolle, som Fanny Brice i Funny Girl. Blaine Anderson (Darren Criss) imponerer den velhavende June Dollaway (Shirley MacLaine) og Mercedes Jones (Amber Riley) forsøger at tilføje Santana Lopez (Naya Rivera) til hendes musikaftale.

## Produktion
Gæstestjerne Shirley MacLaine debuterer i denne episode som Jube Dolloway, en rig, "magtfuld socialite", og en større NYADA donor, som får en interesse i Blaine og ønsker at gøre ham til "en superstjerne". Scener med MacLaine og Criss blev skudt på Bradbury Building i downtown Los Angeles. Det var MacLaines første gang, til at synge en Janis Joplin sang.
Jim Rash vises som Fox TV-chef Lee Paulblatt, der forbløffet over Rachels talent, da han ser hende i Funny Girl og ønsker at hun skal til audition.
Episoden blev skrevet af producer Roberto Aguirre-Sacasa og instrueret af medskaber Ian Brennan, og begyndte produktionen den 9. april 2014, hvor Oscar-vindere MacLaine og Rash skød scener for ham. Den blev produceret sideløbende med den efterfølgende episode "Old Dogs New Tricks", som begyndte at blive optaget den 4. april 2014.
Tilbagevendende tegn forekommer i denne episode omfatter den håbefulde sanger Mercedes Jones (Riley), Funny Girl producer Sidney Greene (Michael Lerner) og NYADA lærer Alain Marceau (Nicholas Kadi).

## Eksterne links
- The Back-up Plan på Internet Movie Database (engelsk)
- The Back-up Plan hos TV.com (engelsk)